# Rallarstigen

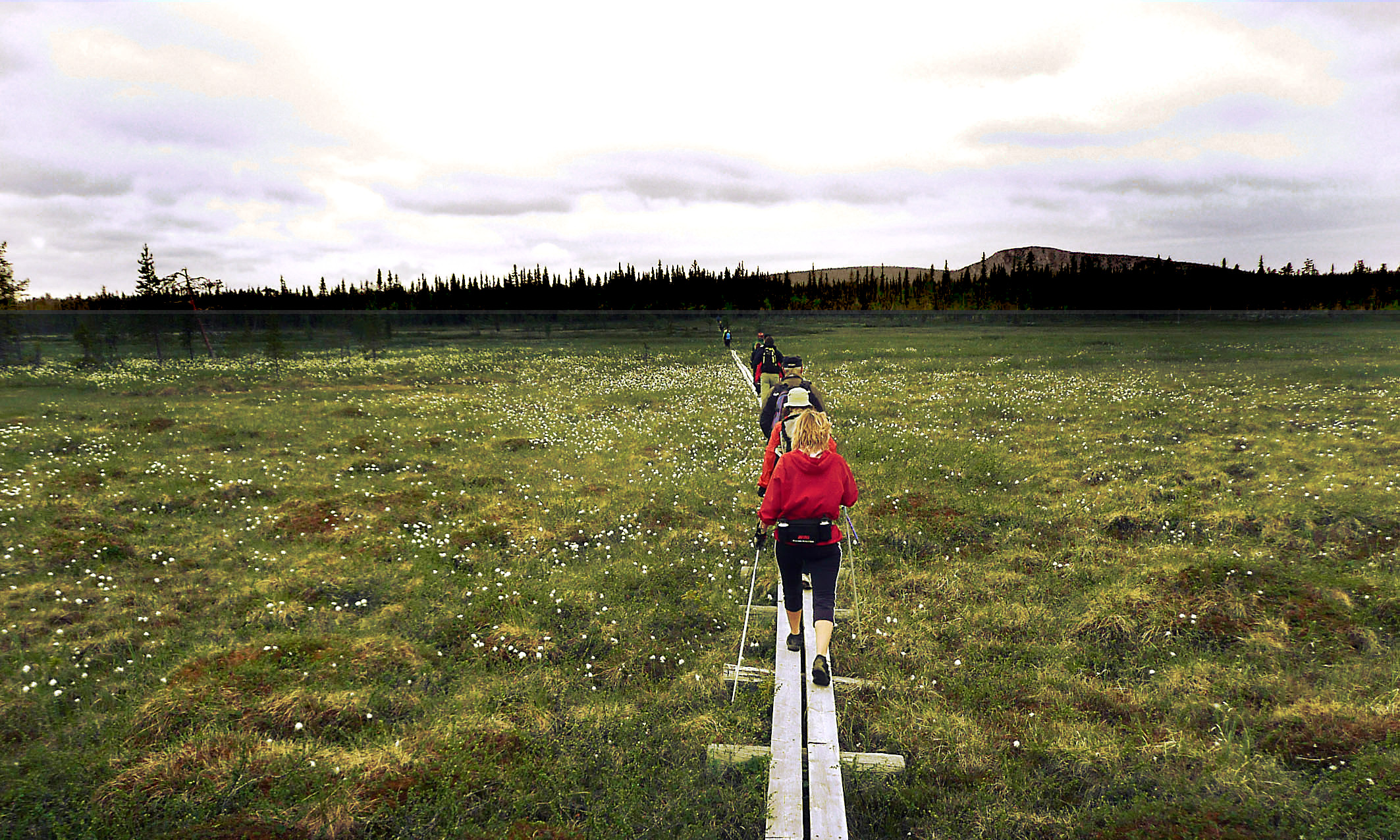
Rallarmarchen

Rallarstigen är en vandringsled som ligger i Norrbottens län i svenska Lappland. Den ansluter Vassaraträsk nära Gällivare till Porjus och har en längd av 44 km. Stigen korsar naturreservatet Stubba och Muddus nationalpark. Varje år nära början av juli, organiseras en vandring, kallad Rallarmarschen, som slutar vid Porjus och hålls vanligen några dagar efter Fallens dag då vatten släpps från dammen i Porjus.

## Historia
Rallarstigen användes som en turiststig och 1891 spångades stigen av STF. Stigen spångades igen 1905 med 5 stockar i bredd till en sammanlagd längd på 10386 meter. Stigen kallades turistvägen fram till 1910 då byggandet av Porjus kraftverk påbörjades och stigen användes för att frakta materiel. 1945 upphörde stigen att användas då väg BD 45 (idag E45 (Sverige)) byggdes. 12 juni 1994 återinvigdes stigen med nya spänger och målade markeringar.